# همگرایی مشروط
در ریاضیات گفته می‌شود که یک سری یا انتگرال در صورتی همگرایی مشروط (به انگلیسی: Conditional convergence) است که همگرا باشد، ولی نه مطلقاً همگرا.

## تعریف
به‌طور دقیق‌تر، یک سری اعداد حقیقی {\textstyle \sum _{n=0}^{\infty }a_{n}} به‌طور مشروط همگرا می‌شوند اگر {\textstyle \lim _{m\rightarrow \infty }\,\sum _{n=0}^{m}a_{n}} وجود داشته باشد (به صورت یک عدد حقیقی کراندار، یعنی نه ∞ یا ∞−)، اما {\textstyle \sum _{n=0}^{\infty }\left|a_{n}\right|=\infty } باشد.
یک مثال کلاسیک سری هارمونیک متناوب ارائه شده با{\displaystyle 1-{1 \over 2}+{1 \over 3}-{1 \over 4}+{1 \over 5}-\cdots =\sum \limits _{n=1}^{\infty }{(-1)^{n+1} \over n},}که همگرا می‌شود به {\displaystyle \ln(2)}، اما مطلقاً همگرا نیست (به سری هارمونیک مراجعه کنید).
برنهارت ریمان ثابت کرد که یک سری همگرا به‌طور مشروط ممکن است به گونه‌ای جایگشت شود که به هر مقداری از جمله ∞ یا ∞− همگرا شود. قضیه سری ریمان را ببینید. قضیه لوی-اشتاینیتس مجموعه مقادیری را مشخص می‌کند که سری جمله‌ها در Rn می‌تواند همگرا شود.
انتگرال معمولی همگرایی مشروط است که در محور حقیقی غیر منفی {\textstyle \sin(x^{2})} باشد (به انتگرال فرینل مراجعه کنید).